# Axis (genere)
Il genere Axis comprende cervi di medie e grandi dimensioni propri dell'Asia meridionale e sud-orientale.
Il genere viene suddiviso in due sottogeneri:
- Axis, che comprende la sola specie tipica, il cervo pomellato (Axis axis), proprio del subcontinente indiano compresa l'isola di Sri Lanka;
- Hyelaphus, che comprende tre specie, il cervo porcino (Axis porcinus), distribuito su un vasto territorio dal Pakistan al Vietnam, e due endemismi limitati a piccole isole dell'Indonesia e delle Filippine, Axis kuhlii e Axis calamianensis.

Il cervo pomellato e il cervo porcino sono stati introdotti in diversi paesi del mondo fuori del loro habitat naturale.

## Specie estinte
Il più antico antenato fossile di questo genere, Axis shansius, risale a circa 5 milioni di anni fa , a cui seguirono Axis lyra e Axis lydekkeri, il cervo di Giava.